# Gerhard Ahasverus von Lehndorff
Gerhard Ahasverus Graf von Lehndorff (* 9. Februar 1637 in Steinort; † 14. Februar 1688 in Königsberg) war ein kurbrandenburgischer Generalleutnant und Staatsminister.

## Leben

### Herkunft
Sein Vater Meinhard von Lehndorff (* 27. Dezember 1590; † 31. Juli 1639) Oberstleutnant und Landrat von Rastenburg gilt als einer der Stammväter der Sippe, der Elisabeth von Eulenburg (* 1605; † 9. Mai 1675), aus reichem Hause stammend, heiratete.

### Karriere
Er machte ab seinem 13. Lebensjahr mit seinem Vetter Georg Friedrich Freiherr zu Eulenburg, sowie je mit einem Diener, eine damals übliche Kavalierstour, sprich Bildungsreise, quer durch Europa. So bereisten die adligen Herren von 1656 bis 1663 die Länder Dänemark, Holland, England, Frankreich, Italien und Malta. Hier wurden sie von Malteser Rittern zu Kaperfahrten (sprich Schiffsüberfällen) gegen Türken und sog. „Seeräubern“ mitgenommen. Auch besuchten sie Spanien und studierten längere Zeit in Paris und Rom. Hierüber verfasste er einen damals bekannten Tagebuchbericht für junge Adlige. Als Souvenirs brachte er zwei Alabasterreliefs „die Anbetung der Hirten“ sowie eine „Kreuzigungsszene“ mit nach Hause. Beide Alabasterreliefs wurden in der Lehndorffschen Patronatskirche in Rosengarten aufbewahrt. Am 17. April 1671 wurde er zum Johanniterordensritter geschlagen.
Wegen seiner Umtriebigkeit fügte er den ursprünglich griechischen Namen Ahasveros seinem Vornamen zu, der auf eine damals bekannte christliche Legende des „ewigen umtriebenen Juden“ zurückgeht.
Ahasverus diente am brandenburgischen, oranischen und dänischen Hofe. Er wurde 1683 vom Großen Kurfürsten zum preußischen Oberburggrafen und 1687 von Kaiser Leopold für sich und seine Nachkommen mit der Anrede „Hoch- und Wohlgeboren“ und bei Wappenvereinigung mit den von Eulenburg in den Reichsgrafenstand erhoben.

### Familie
Gerhard Ahasverus Graf von Lehndorff heiratete drei Mal.
⚭ 1669 mit Anne Dorothea von Podewils († 1676), Tochter des Otto Wilhelm von Podewils (* 1595; † 14. September 1657)
⚭ 1678 mit Friederike Luise Wilhelmina von Schwerin (* 9. Dezember 1660; † 29. Juni 1681)
⚭ 1682 oder 1683 in Königsberg i. Pr. mit Maria Eleonore von Dönhoff (* 15. oder 18. März 1664; † 12. oder 14. April 1723), Erbauerin des Barockschlosses Steinort. Mit ihr hatte er zwei Kinder
- Komtesse Sophia Charlotte (* 20. März 1685 in Steinort; † 10. Februar 1756) ⚭ Graf Bogislaw Friedrich von Dönhoff (* 6. Dezember 1669; † 24. Dezember 1742)
- Graf Ernst Ahasverus (* 4. Januar 1688 in Königsberg; † 9. Mai 1727 in Landheim), Erbe der Herrschaft Steinort (über seine Enkelin Friederike von Schlieben ist er Urahn aller dänischen Könige ab Christian IX.) ⚭ 17. November 1719 Marie Luise von Wallenroth (* 2. Oktober 1696; † 12. Februar 1775)